# Svansjön, Blekinge
Svansjön är en sjö i Olofströms kommun i Blekinge och ingår i Skräbeåns huvudavrinningsområde. Sjön har en area på 0,112 kvadratkilometer och ligger 94,2 meter över havet.

## Delavrinningsområde
Svansjön ingår i det delavrinningsområde (624658-141877) som SMHI kallar för Ovan Ulvsbäck. Medelhöjden är 109 meter över havet och ytan är 19,92 kvadratkilometer. Räknas de 5 avrinningsområdena uppströms in blir den ackumulerade arean 83,16 kvadratkilometer. Vilshultsån som avvattnar avrinningsområdet har biflödesordning 2, vilket innebär att vattnet flödar genom totalt 2 vattendrag innan det når havet efter 40 kilometer. Avrinningsområdet består mestadels av skog (76 %). Avrinningsområdet har 0,33 kvadratkilometer vattenytor vilket ger det en sjöprocent på 1,7 %. Bebyggelsen i området täcker en yta av 1,12 kvadratkilometer eller 6 % av avrinningsområdet.